# Macrones acicularis
Macrones acicularis là một loài bọ cánh cứng trong họ Cerambycidae.